# Shahpur (Khandwa)
Shahpur è una suddivisione dell'India, classificata come nagar panchayat, di 18.187 abitanti, situata nel distretto di Khandwa, nello stato federato del Madhya Pradesh. In base al numero di abitanti la città rientra nella classe IV (da 10.000 a 19.999 persone).

## Geografia fisica
La città è situata a 21° 14' 41 N e 76° 13' 24 E.

## Società

### Evoluzione demografica
Al censimento del 2001 la popolazione di Shahpur assommava a 18.187 persone, delle quali 9.347 maschi e 8.840 femmine. I bambini di età inferiore o uguale ai sei anni assommavano a 2.818, dei quali 1.447 maschi e 1.371 femmine. Infine, coloro che erano in grado di saper almeno leggere e scrivere erano 9.804, dei quali 5.915 maschi e 3.889 femmine.